# Dado Polumenta
Dado Polumenta (sârbă Дадо Полумента, n. 29 august 1982 în Bijelo Polje, Muntenegru) este un cântăreț muntenegrean, nepotul cântărețului Šako Polumenta.

## Discografie
- Brodolom (2000)
- Ana Marija (2005)

1. ↑  „Dado Polumenta”, Freebase Data Dumps[*] Verificați valoarea |titlelink= (ajutor)